# Cihangir Ceyhan
Cihangir Ceyhan (Adana, 6 de febrero de 1989) es una actor de cine y series turco, reconocida por su participación en las series de televisión En llamas (2020) y Tras el cristal (2021). 

## Primeros años
Nació el 6 de febrero de 1989 en Adana. Ceyhan, el hijo menor de la familia, es originario de Elazığ por parte de su padre y de Diyarbakır por parte de su madre . Cihangir Ceyhan, graduado de la Facultad de Administración de Empresas de la Universidad de Anadolu, estudió actuación en Estambul durante dos años y medio. Después de su educación, regresó a Adana, donde se había criado. 

## Carrera
Tuvo su primera experiencia actoral en 2015 con el personaje "Serdar" en la película Yusuf . Posteriormente, llamó la atención con el personaje "Cio" en la serie de televisión Zero Bir, que se transmitió primero en YouTube y luego en BluTV entre 2016 y 2019. Entre 2019 y 2020 apareció en la serie Çukur transmitida por Show TV con el personaje "Azer Kurtuluş", y también entró por primera vez en la televisión con este proyecto. Entre 2020 y 2021 interpretó el personaje "Ömer Ataycı" en la serie de televisión En llamas (Alev Alev), que también se transmitió por Show TV y en España por el canal Nova. Finalmente, interpretó el personaje de "Hayri Ersoy" en la serie de televisión Tras el Cristal (Camdaki Kız) , que se emitió en Kanal D entre 2021 y 2023 y que se está retransmitiendo en el canal Nova en España.

## Vida personal
El actor está casado con Fatma Funda Kurt desde el 2019 y tiene un hijo.Cihangir mide 1,77m y pesa 75 kg.

## Filmografía

### Cine
| Año  | Título       | Título original | Papel        | Notas            |
| ---- | ------------ | --------------- | ------------ | ---------------- |
| 2015 | Yusuf        | Yusuf           | Serdar       | Actor secundario |
| 2020 | Confía en mi | Güben bana      | Ozcan        | Protagonista     |
| 2022 | Saldos       | Dengeler        | Ferit Kamacı | Protagonista     |

### Online
| Año       | Título                   | Título original          | Papel          | Plataforma      | Notas        |
| --------- | ------------------------ | ------------------------ | -------------- | --------------- | ------------ |
| 2016–2018 | Cero uno                 | Sıfır Bir                | Cio / Cihangir | YouTube / BluTV | Protagonista |
| 2021      | Alt Tarafı Bi' Talk Show | Alt Tarafı Bi' Talk Show | Él mismo       | BluTV           | Invitado     |
| 2024      | Saldos: ser alguien      | Dengeler: Biri Olmak     | Ferit Kamacı   | GAİN            | Protagonista |
| 2024      | Asaf                     | Asaf                     | Asaf           | Netflix         | Protagonista |
| 2024      | Eco:mano invisible       | Yankı: Görünmez El       | Eray           | Tabii           | Protagonista |

### Televisión
| Año       | Título                    | Título original       | Papel         | Canal   | Notas            |
| --------- | ------------------------- | --------------------- | ------------- | ------- | ---------------- |
| 2019-2020 | Agujero                   | Çukur                 | Azer Kurtuluş | Show TV | Actor secundario |
| 2020-2021 | En llamas                 | Alev Alev             | Ömer Ataycı   | Show TV | Protagonista     |
| 2021-2023 | Tras el cristal           | Camdaki Kız           | Hayri Ersoy   | Kanal D | Protagonista     |
| Pronto    | Érase una vez en Estambul | Bir Zamanlar İstanbul | Ali Şahinbey  | TRT 1   | Protagonista     |